# Кастелло Лукеба
Кастелло Жуніор Лукеба́ (фр. Castello Junior Lukeba, нар. 17 грудня 2002, Ліон, Франція) — французький футболіст ангольського походження, центральний захисник німецького клубу «РБ Лейпциг» та молодіжної збірної Франції.

## Ігрова кар'єра

### Клубна
Кастелло Лукеба уродженець Ліона і свою футбольну кар'єру починав у місцевому клубі «Ліон». До клубної академії він приєднався у 2011 році. У складі молодіжної команди клубу Лукеба брав участь у Юнацькій лізі УЄФА.
Починаючи з сезону 2020/21 футболіст виступав за другу команду «Ліона». 1 липня 2021 року Лукеба підписав з клубом свій перший професійний контракт. І вже за кілька днів провів перший матч в основі. Трохи пізніше захисник дебютував і у єврокубках.
11 серпня 2023 року перейшов до німецького клубу «РБ Лейпциг», підписавши контракт на п'ять років.

### Збірна
Маючи ангольське походження, Кастелло Лукеба з 2018 року грає за юнацькі та молодіжну збірні Франції.

## Титули і досягнення
- Володар Суперкубка Німеччини (1):

«РБ Лейпциг»: 2023
Олімпійська збірна Франції
- Срібні медалі Олімпійських ігр 2024[6]